# Herrenhaus Mulkenthin
Das Herrenhaus Mulkenthin (polnisch Pałac w Małkocinie) befindet sich im  polnischen Małkocin, Gemeinde Stargard (Stargard in Pommern) in der polnischen Woiwodschaft Westpommern.

## Geschichte
Mulkenthin war von Ende des  15. Jahrhunderts bis 1790 ein Lehen der von Weyher und ging danach von Hand zu Hand. Ab 1867 waren die von Loeper Besitzer. Nach der polnischen Übernahme war das Herrenhaus Verwaltungssitz eines Staatsguts und wurde dafür im Inneren erheblich umgestaltet. Seit 2002  wird das Gebäude von der naturwissenschaftlichen Fakultät der Universität Stettin genutzt. 

## Bauwerk
Das Herrenhaus ist im Stil des Neoklassizismus erbaut. Wie typisch für diesen Stil, hat das Herrenhaus einen Säulenportikus und einen Dreiecksgiebel über dem Mittelrisalit. Der Seitenflügel wurde Ende des 19. Jahrhunderts angebaut.  

## Park
Das Herrenhaus liegt in einem 300 Jahre alten Landschaftspark mit Teich, Wasserläufen und Aussichtshügel. Im Park wachsen kaukasische Fichten, Stiel-, Rot- und Mooreichen, Lärchen, Buchen und Bergahorn. Durch den Park verläuft ein Naturlehrpfad.